# Kirpitxni (Alekséievskaia)
|  | Per a altres significats, vegeu «Kirpitxni». |

Kirpitxni - Кирпичный (rus) és un possiólok del krai de Krasnodar, a Rússia. Es troba a les terres baixes de Kuban-Azov, a la vora dreta del riu Txelbas, davant de Xkolni, a 7 km al sud-est de Tikhoretsk i a 121 km al nord-est de Krasnodar.
Pertany al municipi d'Alekséievskaia.